# Thylacosceloides miniata
Thylacosceloides miniata is een vlinder uit de familie Stathmopodidae. De wetenschappelijke naam van de soort is voor het eerst geldig gepubliceerd in 1988 door Sinev.